# Dorfkirche Mohlis

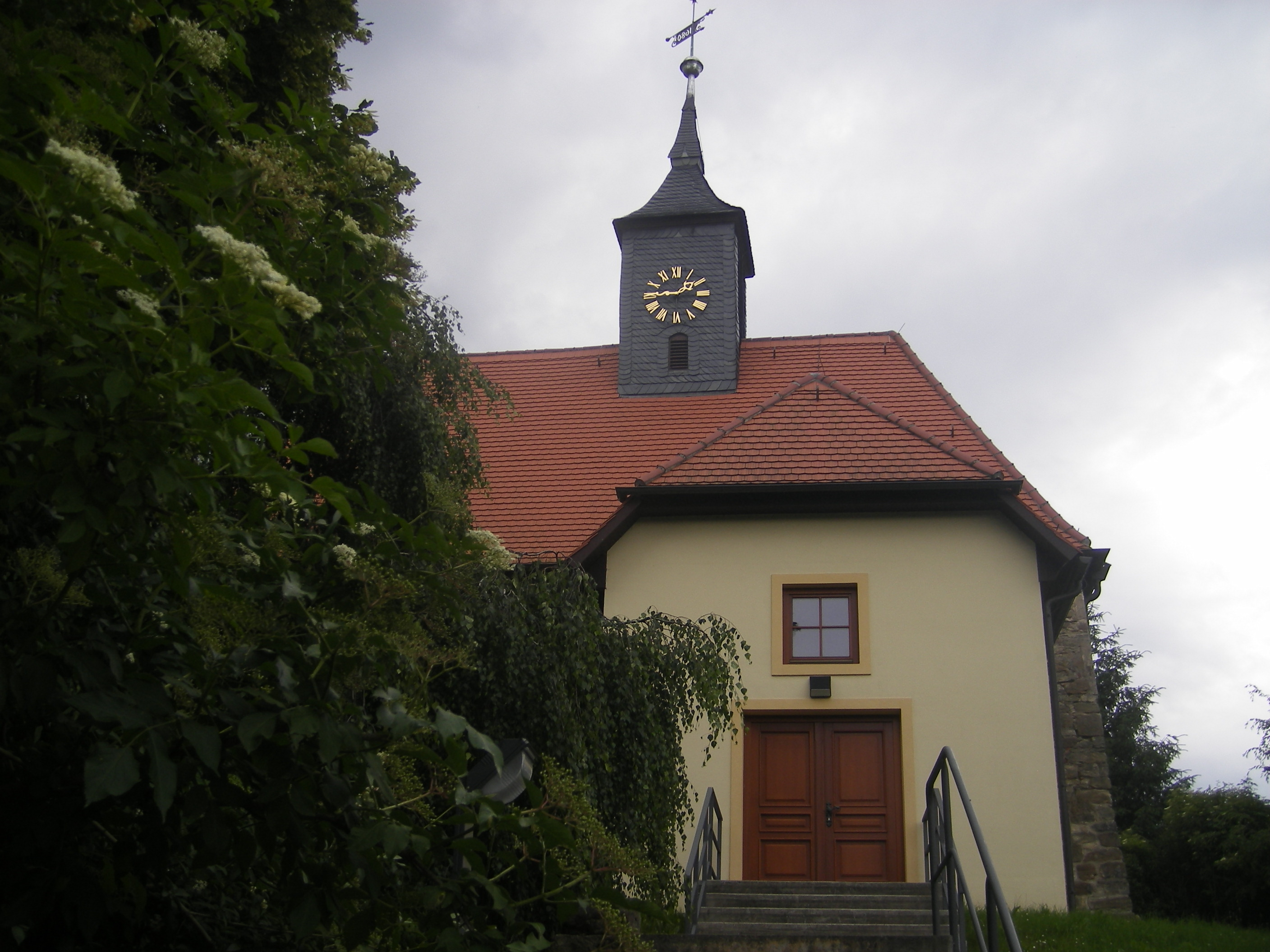
Kirche

Die evangelische Dorfkirche Mohlis steht im Ortsteil Mohlis der Stadt Schmölln im Landkreis Altenburger Land in Thüringen.

## Geschichte
Die Dorfkirche von Mohlis wurde 1680 auf dem Grund und Boden einer Vorgängerin errichtet. 1996 musste sie wegen Baufälligkeit geschlossen werden. Einwohner und Gläubige verhinderten den Abriss und begannen mit der Sanierung. Dann kam die Hilfe über die Stiftung KiBa in den Jahren 2003 und 2004 mit Fördermitteln dazu. Das Dach, die Mauerkrone und der Dachstuhl wurden gesichert, wodurch das Gotteshaus gerettet werden konnte. Weitere Aufbauarbeiten stehen an.